# Кэнди, Дон
Дон Кэнди (англ. Don Candy; 31 марта 1929, Аделаида, Австралия — 14 июня 2020, там же) — австралийский теннисист, победитель (1956) и финалист (1957) чемпионата Франции по теннису в парном разряде, четырёхкратный финалист чемпионата Австралии по теннису в парном разряде (1952, 1953, 1956, 1959), финалист чемпионата США по теннису в парном разряде (1951), двукратный четвертьфиналист чемпионата Австралии по теннису в одиночном разряде (1952, 1959).

## Биография
Дон Кэнди родился 31 марта 1929 года в Аделаиде (Южная Австралия).
Кэнди дважды становился победителем чемпионата Австралии среди юниоров — в 1947 году в одиночном разряде, а в 1948 году (в паре с Кеном Макгрегором) — в парном разряде.
В 1951 году Кэнди в паре с австралийцем Мервином Роузом смог дойти до финала чемпионата США по теннису в парном разряде, но в решающем матче они уступили австралийцам Кену Макгрегору и Фрэнку Седжмену.
В 1950-х годах Кэнди четырежды выходил в финал чемпионата Австралии в парном разряде: в 1952, 1953 и 1956 годах он играл в паре с австралийцем Мервином Роузом, а в 1959 году — с австралийцем Робертом Хау. Помимо этого, на чемпионате Австралии Кэнди дважды доходил до четвертьфиналов в одиночном разряде — в 1952 и 1959 годах. 
Первая и единственная победа на турнирах Большого шлема состоялась в 1956 году, на чемпионате Франции в парном разряде. Дону Кэнди, выступавшему в паре с американцем Бобом Перри, в финале удалось одолеть австралийцев Эшли Купера и Лью Хоуда. В 1957 году Кэнди (на этот раз, в паре с Мервином Роузом) ещё раз достиг финала чемпионата Франции, но победить во второй раз ему не удалось.
В 1967 году Дон Кэнди переехал в Балтимор (штат Мэриленд, США), где он давал уроки теннисного мастерства в двух клубах — The Suburban Club и Orchard Indoor Tennis Club. Там же он был играющим тренером команды «Балтимор Баннерс», выступавшей в соревнованиях World TeamTennis.
В течение 15 лет Кэнди был тренером американской теннисистки Пэм Шрайвер. Их сотрудничество началось в 1971 году, когда Шрайвер было 9 лет. Под руководством Кэнди в 1978 году, в возрасте 16 лет, Шрайвер стала финалисткой Открытого чемпионата США по теннису, а впоследствии становилась третьей ракеткой мира в одиночном разряде и первой ракеткой — в парном. Всего за свою карьеру она выиграла 21 турнир Большого шлема в парном разряде и один турнир в миксте.
Дон Кэнди скончался 14 июня 2020 года в Аделаиде.

## Выступления на турнирах

### Финалы турниров Большого шлема

#### Парный разряд: 7 финалов (1 победа — 6 поражений)
| Результат | №  | Год  | Турнир              | Партнёр     | Соперники                   | Счёт                 |
| Поражение | 1. | 1951 | Чемпионат США       | Мервин Роуз | Кен Макгрегор Фрэнк Седжмен | 8-10, 4-6, 6-4, 5-7  |
| Поражение | 2. | 1952 | Чемпионат Австралии | Мервин Роуз | Кен Макгрегор Фрэнк Седжмен | 4-6, 5-7, 3-6        |
| Поражение | 3. | 1953 | Чемпионат Австралии | Мервин Роуз | Лью Хоуд Кен Розуолл        | 11-9, 4-6, 8-10, 4-6 |
| Поражение | 4. | 1956 | Чемпионат Австралии | Мервин Роуз | Лью Хоуд Кен Розуолл        | 8-10, 11-13, 4-6     |
| Победа    | 1. | 1956 | Чемпионат Франции   | Боб Перри   | Эшли Купер Лью Хоуд         | 7-5, 6-3, 6-3        |
| Поражение | 5. | 1957 | Чемпионат Франции   | Мервин Роуз | Мэл Андерсон Эшли Купер     | 3-6, 0-6, 3-6        |
| Поражение | 6. | 1959 | Чемпионат Австралии | Роберт Хау  | Род Лейвер Роберт Марк      | 7-9, 4-6, 2-6        |